# Low Islets (ö i Australien, lat -40,56, long 148,24)
Low Islets är en ö i Australien. Den ligger i delstaten Tasmanien, i den sydöstra delen av landet, omkring 270 kilometer norr om delstatshuvudstaden Hobart.